# Баркалаев, Каримула Магомедович
Каримула Магомедович Баркалаев  (род. 23 января 1973, с. Тиви, Кварельский район, Грузинская ССР, СССР) — российский боец смешанного стиля, представитель полутяжёлой весовой категории. Чемпион России и призёр чемпионата Европы по ушу.

## Биография
Баркалаев родился 23 января 1973 года в грузинском селении Тиви, где проживают аварцы, а в детстве уехал в дагестанский Каспийск, где учился в интернате, который окончил в 1990 году. Вместе с двоюродным братом Джабраилом стал заниматься дзюдо. Позже в 1993 году перешёл в ушу-саньда, тренировался у Гасана Магомедрасулова. Является двукратным чемпионом России и призёром чемпионата Европы. С 1997 года выступает по ММА, тренировался у Магомедхана Гамзатханова. В 1999 году он выиграл турнир IAFC Brilliant Cup, в финале победив Мартина Малхасяна. В том же году он стал первым на чемпионате мира ADCC в весовой категории до 88 кг. В 2000 году Каримула выступал в категории до 99 кг. В полуфинале он встретился с бразильцем Рикардо Ароной, которому проиграл по очкам, а Баркалаев больше в чемпионатах ADCC не выступал. В 2001 году после поражения от Дейв Менне завершил карьеру.
Выдвигался в народное собрание Дагестана в 2019 году от РОНС.

## Достижения
- Чемпионат России по ушу 1995 — ;
- Чемпионат России по ушу 1996 — ;
- Чемпионат Европы по ушу 1996 —